# Equitable Building (New York)
Das Equitable Building ist ein unter Denkmalschutz stehender Wolkenkratzer in Manhattan in New York City. Er wurde von Ernest Graham konstruiert und 1915 fertiggestellt. Zu diesem Zeitpunkt war er mit einer Geschossfläche von 111.500 m² das größte Bürogebäude der Welt.
Das Equitable Building befindet sich am Broadway im Financial District in Lower Manhattan. Er nimmt einen Block ein, der von der Cedar Street im Norden, der Nassau Street im Osten, der Pine Street im Süden und vom Broadway im Westen begrenzt wird. Seine Adresse lautet „120 Broadway“. Ein direkter Nachbar ist der Wolkenkratzer 140 Broadway, gegenüber auf der anderen Broadwayseite befinden sich die Trinity and U.S. Realty Buildings und der Zuccotti Park. Das Bürogebäude ist nur einen Block vom nordwestlich gelegenen World Trade Center entfernt.

## Geschichte

### Das Equitable-Life-Gebäude
1870 stellte auf dem gleichen Grundstück die Versicherungsgesellschaft The Equitable Life Assurance Society of the United States ein erstes Hochhaus als Verwaltungsgebäude mit einer Höhe von damals rekordhaltigen 40 Metern fertig. Es gilt als erstes Hochhaus der Geschichte. Das Equitable Life Building wurde am 9. Januar 1912 durch einen Brand zerstört, bei dem sechs Menschen ums Leben kamen.

### Neubau
Als 1912 das ursprüngliche Hauptquartier abgebrannt war, wurde an seiner Stelle das heutige Gebäude errichtet. Anfangs waren 42 Stockwerke geplant, doch der für Aufzüge spezialisierte Ingenieur Charles Knox errechnete, dass 36 Etagen die optimale Höhe für die Aufzüge ist. Die Bauarbeiten begannen im Juni 1913 und die Grundsteinlegung fand am 30. April 1914 statt. Das Bauwerk wurde am 1. Februar 1915 fertiggestellt. Der 169,2 m (555 Fuß) hohe und heute 38 Etagen zählende Wolkenkratzer ist ein monolithisch wirkendes, zwei-„scheibiges“ Gebäude auf einem sechsstöckigen Sockel im Beaux-Arts-Stil, dessen senkrechte Kanten von oben bis unten eine einzige Linie bilden. Er hatte 50 Fahrstühle und bot Platz für 16.000 Beschäftigte.
Aufgrund seiner Größe verhindert das Gebäude den Einfall von Licht in die umgebenden Straßenzüge. Dies trug dazu bei, dass 1916 die erste einschneidende Bauvorschrift in New York für den Bau von hohen Häusern erlassen wurde. Es handelt sich hierbei um die Zoning Resolution, die unter anderem vorschreibt, dass Gebäude nach oben hin durch Rücksprünge (Setbacks) sich verjüngen.
Seit dem 2. Juni 1978 ist es beim National Register of Historic Places eingetragen. Im Juni 1978 folgte die Anerkennung als ein National Historic Landmark. Am 25. Juni 1996 wurde es von der Landmarks Preservation Commission der Stadt New York unter Denkmalschutz gestellt. Das Equitable Building ist Bestandteil des 2007 vom NRHP ausgewiesenen Wall Street Historic District.
Von 1898 bis 1968 hatte die Union Pacific Railroad ihren Unternehmenssitz im Gebäude, von 1969 bis 1988 die Holding Union Pacific Corporation. Der Immobilieninvestor Larry Silverstein erwarb das Gebäude 1980 und führte bis 1990 eine Renovierung für 30 Millionen US-Dollar durch. Nachdem er es Anfang der 1990er Jahre wegen einer Rezession verkaufte, wurde es 1999 von Silverstein Properties wieder erworben. Von 2017 bis 2019 ließ Silverstein das Gebäude für 50 Millionen Dollar ein weiteres Mal renovieren. Neben der Restaurierung historisch wertvoller Details entstanden dabei zwei neue Dachterrassen.
Ab 2022 zählen zu den Mietern das New York City Department of City Planning, der Verlag Macmillan Publishers, das Architekturbüro Beyer Blinder Belle, der Wirtschaftsverband Securities Industry and Financial Markets Association und das Unternehmen New York City Housing Development. In dem Gebäude sind des Weiteren die Büros des Attorney General des Bundesstaates New York untergebracht.